# Пасторализм
Пасторализм (от лат. Pastoralis — пастушеский) — это экономический тип, основой которого является разведение домашних животных. Термин происходит от латинского слова pastoralis — пастушеский. Пасторализм представляет собой систему ведения хозяйства, при которой основное средство к существованию общества или группы людей связано с разведением скота, а также с кочевым образом жизни, когда пастухи перемещаются с места на место, чтобы найти лучшие пастбища для своих животных. Этот способ жизни и производства продуктов часто встречается в регионах, где климат или другие природные условия ограничивают возможности для земледелия.

## Вариативность пасторализма
Пасторализм проявляется в различных формах по всему миру. Его особенности зависят от множества факторов, включая географию, климат, культуру, технологические достижения и социальные структуры. В зависимости от этих условий могут значительно различаться методы животноводства, характер организации труда, а также способы управления стадом и решения других хозяйственных вопросов.
Например, в некоторых частях мира пасторализм может быть строго кочевым: люди и их стада постоянно перемещаются, в поисках лучших пастбищ. В других случаях это может быть более оседлый способ жизни, когда общины используют ограниченное количество земли для выпаса скота, но не ведут постоянных миграций.

## Пасторализм и социальная организация
Социальная структура в пасторалистических обществах также варьируется. В некоторых случаях стада являются основным источником богатства и статуса, и их владельцы могут обладать значительным влиянием в своем обществе. Статус и роли в таких группах часто определяются количеством и качеством скота. В некоторых случаях пасторализм поддерживает высокую степень социальной мобильности, поскольку одни люди могут сменить место жительства или заниматься разведением другого вида скота.

## Современные адаптации пасторализма
Несмотря на свою древность, пасторализм и в наше время сохраняет своё значение, хотя и претерпел значительные изменения. В условиях современного мира, когда технологии и экономические системы изменились, многие традиционные пасторалистические практики были адаптированы, чтобы соответствовать новым условиям. Например, в США и Австралии существуют крупные ранчо и животноводческие станции, где животноводы применяют более современные методы ведения хозяйства, включая механизацию, улучшенные методы управления пастбищами и улучшение генетики скота.

## Пасторализм и стиль жизни
В другом контексте термин «пасторализм» может обозначать не только тип экономики, но и стиль жизни или сельский характер. В этом случае речь идет о близости к природе, идеализации жизни, связанной с сельским трудом и общением с животными, что также связано с представлениями о жизни в гармонии с природой, без чрезмерной урбанизации.